# Anfiteatro de Calígula
Anfiteatro de Calígula (em latim: Amphitheatrum Caligulae) foi um anfiteatro construído durante o reinado do imperador Calígula e demolido alguns anos depois de ser inaugurado. Ele ficava no Campo de Marte, provavelmente perto da Saepta Julia, pois uma inscrição mencionando-o foi encontrada ao norte da Saepta.
As obras começaram entre 37 e 41 por ordem de Calígula, que queria deixar para Roma um segundo anfiteatro além do Anfiteatro de Estacílio Tauro. Ainda incompleto quando o imperador morreu, as obras foram abandonadas e o que já havia sido construído foi demolido por ordem de Cláudio. Por volta de 46, Cláudio mandou restaurar a Água Virgem, danificada na construção. Esta restauração foi comemorada com uma inscrição no Arco de Cláudio, que era parte do aqueduto e se erguia sobre a Via Lata: a inscrição incluía o trecho "[…] AQUAE VIRGINIS DISTVRBATOS PER C(AIVM) CAESAREM" ("[...] da Água Virgem, danificada por C[aio] César").